# Finsko na Zimních olympijských hrách 1924
Finsko na Zimních olympijských hrách 1924 v Chamonix reprezentovalo 19 sportovců, z toho 18 mužů a 1 žena. Nejmladším účastníkem byl Ville Mattila (20 let, 327 dní), nejstarší pak Walter Jakobsson (41 let, 358 dní). Reprezentanti vybojovali 11 medailí, z toho 4 zlaté, 4 stříbrné a 3 bronzové.

## Medailisté
| Medaile | Jméno                                                            | Sport           | Disciplína        |
| ------- | ---------------------------------------------------------------- | --------------- | ----------------- |
| Zlato   | Clas Thunberg                                                    | Rychlobruslení  | Muži 1500 m       |
| Zlato   | Clas Thunberg                                                    | Rychlobruslení  | Muži 5000 m       |
| Zlato   | Julius Skutnabb                                                  | Rychlobruslení  | Muži 10000 m      |
| Zlato   | Clas Thunberg                                                    | Rychlobruslení  | víceboj           |
| Stříbro | Ludowika Jakobssonová Walter Jakobsson                           | Krasobruslení   | sportovní dvojice |
| Stříbro | Väinö Bremer August Eskelinen Heikki Hirvonen Martti Lappalainen | Vojenská hlídka | Muži - družstvo   |
| Stříbro | Julius Skutnabb                                                  | Rychlobruslení  | Muži 5000 m       |
| Stříbro | Clas Thunberg                                                    | Rychlobruslení  | Muži 10000 m      |
| Bronz   | Tapani Niku                                                      | Běh na lyžích   | Muži 18 km        |
| Bronz   | Clas Thunberg                                                    | Rychlobruslení  | Muži 500 m        |
| Bronz   | Julius Skutnabb                                                  | Rychlobruslení  | víceboj           |